# René J Goffin
René J Goffin (* 1951 in Düsseldorf) ist ein deutscher Bildender Künstler.

## Leben und Werk
Goffin absolvierte nach der Schule eine Lehre zum Goldschmied. Nach dem Abschluss der handwerklichen Ausbildung folgte ein Produktdesign-Studium bei Friederich Becker an der 'Peter Behrens' Werkkunstschule, heute Peter Behrens School of Arts. Es folgten zwischen 1976 und 1979 Studien an der Universität Düsseldorf in Philosophie und Literaturwissenschaft und an der Kunstakademie Düsseldorf bei Rolf Sackenheim. 1979 erfolgte ein Umzug nach Pratjau in der Nähe von Kiel.
1982 erhielt er ein Stipendium Cité Internationale des Arts, Paris, 1987 einen Förderpreis für Malerei, Plön. Von 1992 bis 1997 belegte er ein Studium Ethnologie, Austronesistik. an der Universität Hamburg. 1994 bekam er ein Reisestipendium des Landes Schleswig-Holstein für ein künstlerisch-ethnologisches Projekt in Pakistan und Indonesien. 2006 folgte ein Arbeitsstipendium Kloster Cismar. Seit 2004 hat er ein Atelier in Kiel.
Die Düsseldorfer Jahre im vibrierenden Umfeld der Kunstakademie waren prägend. Um die Ecke war das Büro von J. Beuys, Aktionsstätte der Organisation für direkte Demokratie durch Volksabstimmung, die Kneipe Creamcheese und der Ratinger Hof waren Treffpunkte der Künstler, Musiker und Intellektuellen jener Zeit. Der Umzug nach Schleswig-Holstein katapultierte in einen gänzlich anderen kulturellen Kontext. Die Lebendigkeit der Düsseldorfer Zeit rückte in die Ferne, stattdessen weites Land und See.
Erste Installationen mit Malerei entstanden Anfang der 80er Jahre. Die Malerei wurde nicht nur im Tafelbild, sondern auch im Raum auf freigeschnittenen Trägern und auf farbig gefassten Objekten ausgelotet. Es war der Beginn für eine Werkgruppe farbiger Skulpturenmöbel und im Hinblick darauf der Versuch, den Begriff des Design und der Doktrin des Form follows function zu weiten, die Kunst ins alltägliche Leben des Privaten zu integrieren. Ab Mitte der 80er befragte René J Goffin die Fotografie nach ihren Möglichkeiten, jenseits der Repräsentation von Wirklichkeit, in Objekten und Installationen: 'Die Umgebung der Fotografie'. Erste Kontakte zu den dänischen Künstlern der Gruppe 'Ny Abstraction' führte zu gemeinsamen Museumsausstellungen in Kopenhagen und Herning.
Die Suche nach einer Malerei jenseits historisch etablierter Positionen und den sich rasant entwickelnden Möglichkeiten digitaler Bildgenerierung blieb bestimmend. Strategien Bildinhalte ins Verhältnis zur Präsentation zu setzen führten zur 'Operativen Malerei'. Spätestens durch das Studium der Ethnologie und Austronesistik geriet die Auseinandersetzung mit dem westlich dominierten Kunstbegriff ins Schlingern. Vor allen Dingen die völlig fremden kulturellen Vorstellungen asiatischer Ethnien nötigten zu intensiver Beschäftigung. Auf vielen Reisen durch das insulare Südost-Asien insbesondere dem ostindonesischen Archipel lag der Fokus auf der Webkultur der Ikats autochthoner Ethnien. Die Vielfalt an Motiven und Musterungen, die Historie ihrer Entstehung und jeweiligen kulturellen Entwicklung auf den Inseln bis in die heutige Zeit hinein, faszinierte und rückte immer wieder das eigene Selbstverständnis als westlicher Künstler zurecht. Am Anfang stand der Versuch die Kulturwissenschaft von der eigenen künstlerischen Arbeit zu trennen aber allmählich entstand eine Brücke. Danach entstanden einige Installationen und experimentelle Kurzfilme mit kulturwissenschaftlicher Thematik.
Gerade in der Diskussion zur kulturellen Aneignung, die als Element sich wandelnder Gesellschaften als essenziell gesehen werden muss, ist das Begriffsfeld aktuell negativ besetzt. Noch vor dem Diskurs zur kulturellen Aneignung beschäftigten sich einige Arbeiten von Goffin gerade damit, dass Bilder schrankenlos wandern. Bilder migrieren durch Raum und Zeit. Unter dem Einfluss der Thesen von Clifford Geertz ließ sich für den Künstler westliche Malerei nicht mehr nur in ihrem eurozentrischen Verständnis verstehen. Sie ist nicht mehr nur eine Spielart von Kunst, die sich in einer langen Tradition entwickelte, sie wurde nunmehr als ein dichtgewobenes welthaltiges Gewebe kultureller Bezüge gesehen.

## Ausstellungen

### Einzelausstellungen
- 1980 Galerie Januar, Bochum. 'Dualitätsvarianten'
- 1982 Galerie Nemo, Eckernförde. 'Bilder'/ Künstlerhaus Weidenallee, Hamburg 'Installationen'
- 1985 Galerie Nemo, Eckernförde. 'Ciel ouvert'
- 1987 Nemo-Ausstellungsraum, Kiel. 'Denkraum – Bilder anderer Wirklichkeiten'
- 1988 Galerie Sfeir-Semler, Kiel. 'Malerei'/ Galleri Kongo, Kopenhagen (Dänemark) 'Flod – Tårn'
- 1989 Galleri Stadshil, Kopenhagen./ Richard-Haizmann Museum, Niebüll. 'Bilder und Möbel'
- 1990 Galerie Nemo, Eckernförde. 'Die Umgebung der Fotografie'/ Galerie Wunschik, Düsseldorf. 'Die Umgebung der Fotografie'/ Kunstverein Overbeck-Gesellschaft, Lübeck. 'Operative Malerei'/ Kunstverein, Heinsberg 'air liquide'
- 1992 Stadtgalerie, Kiel. 'Panorama operativer Malerei'
- 1996 Galerie Mueller, Köln. ‚Geronnene Modelle’
- 1999 Galerie Mueller, Köln. ‚Vielsprachige Bilder’
- 2001 Kunstverein Kunst & Co, Flensburg. ‚Die Migration der Bilder’
- 2002 Die Internet-Galerie Netzpflege von Hauke Harder stellt eine künstlerisch-ethnologische Arbeit # 4 unter dem Titel: 'Eine kurze Ethnologie der Bilder' vor.[1][2]
- 2003 Kunstverein, Plön. ‚schwimmen’
- 2005 Galerie Mueller, Köln. ‚Bilder’/ Galerie Nemo, Eckernförde. ‚asian suite’
- 2008 Galerie Nemo, Eckernförde. ‚Gedruckt. Gemalt’
- 2010 Galerie Mueller, Köln. ‚Neue Bilder’
- 2011 Museumsberg, Flensburg. René J Goffin. 'Dichte Malerei'
- 2012 Sønderjyllands Kunstmuseum Tønder (Dänemark) 'Maleri 1981 - 2011'
- 2013 Artothek. Raum für junge Kunst, Köln./ Galerie Mueller, Köln. ,Monotypien‘
- 2016 Kunstverein Haus 8, Kiel / Buddenbrook Haus Lübeck. ,ein bild für eine stunde, sechzig minuten musik für werknr. 1138‘
- 2017 Hans-Kock Stiftung, Kiel. ,zucken und zwinkern‘/ Galerie U. Mueller, Köln. ,Neue Arbeiten’
- 2018 Galerie  Nordcult: Monotypien von René J Goffin[3]
- 2019 Galerie Nemo, Eckernförde. ‚Neue Monotypien‘
- 2021 Galerie Nemo, Eckernförde. ‚pause im schauen‘

### Gruppenausstellungen (Auswahl)
- 1981 Kunstverein Hamburg. ‚Villa Massimo’ Bewerbungen'
- 1983 Kunsthalle Kiel ‚Frische Kunst erhält gesund’/ Kunstmuseum Tallinn (Estland) ‚Schleswig-Holsteinische Künstler’
- 1986 Institute of Art Charlottenborg, Kopenhagen ‚Ny Abstraktion’/ Galerie im Schaufenster (Nemo), Kiel ‚Geiler Wohnen‘
- 1988 Kunstmuseum ‚Ny Abstraktion’, Herning (Dänemark)
- 1994 Städt. Galerie Esslingen Villa Merkel ‚Möbel für die Villa’
- 1995 Kunsthalle Kiel ‚Das Bemalen der Palmblätter’
- 1998 Galerie Sfeir-Semler, Kiel ‚abstract’
- 2003 Museen Husum, Tønder (Dänemark), Lübeck ‚Nordkunst’
- 2004 Palais für aktuelle Kunst, Glückstadt. René J Goffin + Uwe Paduck ‚Im Fluss der Wirklichkeiten gerinnen die Bilder
- 2007 Museum Flensburg ‚Vermöbelt’ + ‚Mit Sicherheit Kunst’/ Palais für aktuelle Kunst, Glückstadt ‚So fern. So nah.’
- 2008 Kunstraum Syltquelle, Rantum ‚Überweltigt. Eindrücke des Fassungslosen’/ Galerie für Gegenwartskunst, Kaliningrad (Russland), ars baltica-Grafikbiennale
- 2013 Stadtgalerie, Kiel ,Einblicke in die Sammlung‘/ Kunstverein Schwimmhalle Schloss Plön, Plön ,Westwind.Go West‘
- 2015 Art Museum Riga Bourse, Riga 'With Seven-league Boots. First Station – Denmark'
- 2019 Galerie Nemo, Eckernförde, ‚vielhändig‘ mit Michael Jäger
- 2023 Galerie Rainer Gröschl, Kiel, Marita Damkröger + René J Goffin
- 2023 Galerie Ulrich Müller, Köln: Gedruckt[4]

## Kataloge/Schriften
- Katalog 'Dualitätsvarianten', Reinhard Hoeps, Galerie Januar, Bochum 1980
- Katalog 'Villa Massimo Bewerbungen', Hamburger Kunstverein, 1981
- Katalog ,Bilder und Installationen', Ulrich Bischoff, Reinhard Hoeps, Galerie Nemo, Eckernförde 1982
- Katalog 'Frische Kunst erhält gesund', Ulrich Bischof u. a., Kunsthalle Kiel 1983. ISBN 3-923701-03-9
- Kataloge 'Kunstlandschaft Bundesrepublik', AdKV Kölnischer Kunstverein, Köln 1984. ISBN 3-608-76197-7
- Schrift 'Ciel ouvert', René J Goffin (mit Originaldrucken). Galerie Nemo, Eckernförde 1985
- Infotasche zur Installation 'Salzau', Studiengalerie der Universität Stuttgart (Max Bense-Institut), Lutz Casper, Stuttgart 1985
- Katalog 'Position Nord', Galerie Nemo, Eckernförde 1985
- Kataloge 'I + II Intericon', Barker, Hansen, Michael Hübl, Institute of Art Charlottenborg, Kopenhagen 1986
- Kunstmagazin Kunstforum International, Bd. 86, 'Die neue Liebe zur Geometrie', Michael Hübl 1986: 166
- Kunstmagazin NIKE Nr. 32, 'Bilder und Möbel', Knut Nievers 1990: 36
- Kunstmagazin APEX Nr. 10, 'Die Umgebung der Fotografie', J.P. Koerver 1990: 114-115
- Katalogmappe 'Operative Malerei', Overbeck-Gesellschaft, Lübeck 1990
- Katalog 'Aspekte der Kunst in Schleswig-Holstein 1980 -1990', Schleswig-Holsteinisches Landesmuseum Schloss Gottorf 1991
- Katalog 'Panorama operativer Malerei', Knut Nievers, Martin Henatsch, J.P. Koerver, Stadtgalerie Kiel 1992. ISBN 3-927979-23-6
- Bildband Axel Nikolaus 'Künstlerporträts', Kiel 1992
- Katalog 'Auslandsstipendiaten', Landeskulturzentrum Salzau, Kiel 1993
- Kataloge 'Neue Möbel für die Villa', Renate Damsch-Wiehager, Jean-Christophe Ammann u. a., Städ. Galerie, Esslingen 1995. ISBN 3-89322-697-4
- Katalog 'Das Bemalen der Palmblätter', Hans-Werner Schmidt u. a., Kunsthalle, Kiel 1995. ISBN 3-923701-68-3
- Kunstmagazin VISUS Nr. 4, 'Scham und Würde', René J Goffin, Kiel 1998: 30-31
- Katalog 'KunstStreifzüge', Knut Nievers, Barabara Schrödel, Kiel 1998. ISBN 3-89567-006-5
- Artjournal NOEMA Nr. 50, 'Alles zugleich – Vielsprachige Bilder', J.P. Koerver 1999: 60-64
- Katalog 'Vielsprachige Bilder', Ute Voß, René J Goffin, Köln 2000
- Katalog AXA Art 'Corporate Collecting Today', Köln 2001
- Katalog 'NORDKUNST'. Schleswig-Holstein im 20. Jahrhundert, Hrsg. Uwe Haupenthal, Neumünster 2003. ISBN 3-529-02784-7
- Katalog 'Vermöbelt', Museumsberg Flensburg, D. Bieske, Jens-Peter Koerver u. a., Flensburg 2007. ISBN 978-3-00-021221-5
- Katalog 'So fern So nah', Palais für aktuelle Kunst, S. Kunz, B. Roggmann u. a., Glücksstadt 2007
- Katalog 'Mit Sicherheit Kunst', Museumsberg Flensburg, Hrsg. Ulrich Schulte-Wülwer, Flensburg 2007.
- Monografie 'René J Goffin. Dreck und Imagination', Hrsg. Museumsberg Flensburg. versch. Autoren. Salon-Verlag. Köln 2011. ISBN 978-3-89770-404-6
- Katalog 'Über die Grenzen', Hrsg. Elbforum 2012, Text Dörte Ahrens
- Katalog 'Einblicke in die Sammlung', Hrsg. W. Zeigerer + P. Kruska, Kiel 2013. ISBN 978-3-927979-85-7
- Katalog 'Westwind go West', Hrsg. Kunstverein Schwimmhalle Schloss Plön, Plön 2014
- Katalog 'With Seven-league Boots. First Station – Denmark', Riga 2015. ISBN 978-9934-538-02-5
- Bildband 'Köpfe der Kunst' Porträtfotografien von Ute Boeters 1974 - 2023, Bärbel Manitz, Kiel 2023. ISBN 978-3-86935-451-4